# Società aperta
La società aperta è un concetto originariamente suggerito nel 1932 dal filosofo francese Henri Bergson, e sviluppata successivamente da Karl Popper.
Secondo Popper, nelle società aperte, si presume che il governo sia sensibile e tollerante, i meccanismi politici trasparenti e flessibili al cambiamento, permettendo a tutti di parteciparne ai processi decisionali. Nella convinzione che l'umanità non disponga di verità assolute, ma solo approssimazioni, la società dovrebbe dare così massima libertà di espressione ai suoi individui e l'autoritarismo non è giustificato.

## Storia
Popper vide la Grecia classica come l'inizio di una lunga transizione dal tribalismo alla società aperta, vedendo per la prima volta lo sforzo imposto dalle relazioni fra l'individuo e la collettività nel contesto politico.
Laddove le società collettiviste e tribali non distinguono fra leggi naturali e costumi sociali, cosicché gli individui sono meno propensi a dubitare delle tradizioni a cui danno un valore magico o sacro, l'inizio della società aperta è marcato da una distinzione fra la natura e la legge creata dall'uomo insieme ad una crescita nella responsabilità personale e nell'obbligo di rispondere delle proprie scelte morali (obbligo distinto dal credo religioso).
Popper sostiene che le idee di individualismo e umanitarismo non possono essere soppresse una volta che le persone ne sono diventate consapevoli, e pertanto è impossibile ritornare del tutto ad una società chiusa, ma allo stesso tempo riconosce il continuo richiamo emotivo di ciò che chiama "lo spirito di gruppo perduto del tribalismo" (“the lost group spirit of tribalism”), come manifestato dagli esempi dei  totalitarismi del XX secolo.
Mentre il periodo successivo agli studi di Popper è stato indubitabilmente contraddistinto dalla diffusione della società aperta, questo può essere attribuito più all'avanzamento economico post-bellico che al patrocinio di Popper. Società industriali basate sulla crescita economica richiedono scolarizzazione, alfabetizzazione e mobilità sociale dai suoi membri — elementi incompatibili con i comportamenti più tradizionali e oscurantisti ma che domandano una sempre più ampia diffusione delle relazioni sociali astratte che Georg Simmel ipotizzò caratterizzanti dell'atteggiamento mentale metropolitano.

## Descrizione

### Definizione
Popper definì la società aperta come una in cui gli individui si confrontano con le loro decisioni personali in opposizione ad una "società magica o tribale o collettivista".
Egli sostenne che solo la democrazia liberale offrirebbe un meccanismo istituzionale per evolvere ed essere riformata o subire cambi di potere senza il bisogno di spargimenti di sangue.
I sostenitori moderni dello sviluppo della società aperta consigliano che la società non mantenga segreti da sé stessa in un senso pubblico, ossia che tutti siano a conoscenza di tutte le questioni pubbliche. La libertà e i diritti umani sono citati spesso come fondazione essenziale di una società aperta.

### Relazione con l'epistemologia
Il concetto popperiano della società aperta è di fondazione epistemologica più che politica. Quando Popper scrisse La società aperta e i suoi nemici, credette che le scienze sociali avessero fallito a capire l'importanza e la natura del fascismo o del comunismo perché, a suo dire, queste scienze erano basate su fondazioni epistemologiche che lui riteneva fallaci. Il totalitarismo impone alla conoscenza di diventare un affare politico ritenendosi depositario della verità e rendendo il pensiero critico impossibile, così portando alla distruzione della conoscenza nelle nazioni totalitarie.
La teoria popperiana della falsificabilità per cui la conoscenza è provvisoria e fallibile implica che la società deve essere aperta a punti di vista alternativi. Una società aperta è associata al pluralismo; è sempre aperta al cambiamento perché la conoscenza non è mai completa ma sempre in divenire: “Se vogliamo rimanere uomini – egli avverte – c’è unicamente una strada, la strada verso la società aperta, per proseguire la nostra marcia verso l’ignoto, verso ciò che non sappiamo, verso l’incerto (...) per pianificare due cose: non solo la nostra sicurezza, ma al medesimo tempo la nostra libertà".
Nella società chiusa, proclami di conoscenza certa e verità insondabile conducono all'imposizione di una certa visione della realtà.  Una tale società è chiusa alla libertà di pensiero. Diversamente, nella società aperta ogni cittadino si adopera nel pensiero critico per il miglioramento che richiede libertà di pensiero ed espressione, mentre le istituzioni culturali e legali aiutano questo sviluppo.

### Critiche
Il milliardario e attivista politico George Soros, autodefinitosi discepolo di Popper, sostiene che l'uso sofisticato di tecniche persuasive ed ingannevoli come la moderna pubblicità e le scienze cognitive, attuato da politici come Frank Luntz e Karl Rove, ponga dubbi sulla originale concezione popperiana di società aperta. Poiché la percezione della realtà dell'elettorato può essere facilmente manipolata, il discorso politico democratico non porta necessariamente ad una migliore comprensione della realtà. Soros sostiene che, oltre alla separazione dei poteri, libertà di espressione e di pensiero, è necessario anche rendere esplicita una forte devozione alla ricerca scientifica della verità.
Popper, tuttavia, non identifica strettamente la società aperta con una forma precisa di democrazia o di liberismo economico, ma più generalmente con una struttura ideale a tutela del pensiero dell'individuo, a dispetto del pensiero di gruppo di qualunque tipo.